# Antal Szentmihályi
Antal Szentmihályi (Győr, 13 giugno 1939) è un allenatore di calcio ed ex calciatore ungherese, di ruolo portiere.

## Carriera

### Giocatore

#### Club
Ha sempre giocato nella massima serie ungherese.

#### Nazionale
Nel 1964 vinse una medaglia d'oro alle Olimpiadi con la sua Nazionale.

## Palmarès

### Giocatore

#### Club

##### Competizioni nazionali
- Campionato ungherese: 8

Vasas: 1960-1961, 1961-1962
Ujpesti Dozsa: 1969, 1970, 1970-1971, 1971-1972, 1972-1973, 1973-1974
- Coppa d'Ungheria: 2

Ujpesti Dozsa: 1969, 1970

##### Competizioni internazionali
- Coppa Mitropa: 1

Vasas: 1962

#### Nazionale
- Bronzo olimpico: 1

Roma 1960
- Oro olimpico: 1

Tokyo 1964